# 奥列塔·格罗西
奥列塔·格罗西（義大利語：Orietta Grossi，1959年6月20日—2024年1月18日），意大利前女子篮球运动员。她曾代表意大利国家队参加1980年夏季奥林匹克运动会篮球比赛，结果获得第六名。
于2024年1月18日公开消息已逝世。